# Eurotettix monnei
Eurotettix monnei är en insektsart som beskrevs av Assis-pujol, Alves Dos Santos och W.D. Guerra 2001. Eurotettix monnei ingår i släktet Eurotettix och familjen gräshoppor. Inga underarter finns listade i Catalogue of Life.